# Colin Delaney
Colin Matthew Delaney (né le 7 septembre 1986) est un catcheur (lutteur professionnel) américain de Rochester dans l'État de New York. Dans le passé, Delaney a lutté pour la World Wrestling Entertainment et des promotions telles que Chikara, NWA Upstate, Buffalo Championship Wrestling, NWA Empire, Pro Wrestling Ohio, UWA Hardcore Wrestling et Combat Zone Wrestling sous le nom de Colin Olsen ou Colin Delaney.

## Carrière

### Circuit indépendant
Delaney débute comme commentateur pour à Rochester, NY promotion Roc City Wrestling. Il est entraîné par les catcheurs de la Rochester Pro Wrestling. Ensuite il travaille pour la NWA Empire, NWA Upstate, CHIKARA, UWA Hardcore Wrestling au Canada, Squared Circle Wrestling, Buffalo Championship Wrestling, Roc City Wrestling et la CZW sous le nom de Colin Olsen et fait équipe sous le nom des The Olsen Twins avec Jimmy Olsen.

### World Wrestling Entertainment (2007–2008)
Le 6 mai 2008 il décroche son contrat à la ECW en battant Armando Estrada (le manageur général de l'ECW) avec un roll-up.
Le 13 mai 2008, il dispute son premier match en tant que superstar de la ECW, contre Mike Knox. Il perd ce match, puis Armando Estrada lui annonce que lui aussi a signé un contrat pour être une superstar active de la ECW ; et que son premier match officiel sera contre Colin. Estrada remporte ce match sans difficultés, Colin étant déjà affaibli.
Le 1er juillet 2008, à ECW Tommy Dreamer vient défier Mark Henry pour un match de championnat, Henry lui répond qu'il n'acceptera que si le disciple de Dreamer, Colin Delaney, le bat plus tard dans la soirée. Mark Henry bat plus tard Delaney après un World strongest slam, échappant à un match de championnat contre Tommy Dreamer. Colin Delaney va avoir une longue série de défaites face à Shelton Benjamin, Kane, Big Daddy V, Great Khali.
Le dimanche 20 juillet au Great American Bash 2008, Colin Delaney trahit Tommy Dreamer, ce qui permet à Mark Henry de conserver le titre de l'ECW et devient un heel. Le 12 août à la ECW, il perd contre Tommy Dreamer au cours d'un Extreme Rules match.
Son contrat avec la World Wrestling Entertainment a expiré le 15 août 2008.

### Retour sur le circuit indépendant (2008-...)
Il retourne alors sur le circuit indépendant et catch pour la UWA Hardcore Wrestling, Delaney rejoint son ancien partenaire Jimmy Olsen et battent les Up In Smoke. Le 6 septembre, Delaney fait son retour à la CHIKARA, où il est acclamé par le public. Le soir suivant il passe du côté sombre et attaque Jimmy et rejoint  Vin Gerard et STIGMA. Il parodie les prises de finition  et les mimiques de catcheurs comme John Cena, Randy Orton et Tommy Dreamer.
Delaney remporte le NWA Empire Heavyweight Championship sur Jonny Puma le 6 décembre 2008 à North Tonawanda, New York.
Lors de HRT Banned In The USA, il perd contre 2 Cold Scorpio lors du premier tour du tournoi pour le HRT Heavyweight Championship.

### Squared Circle Wrestling
Lors de 2CW 2CWAthon, il perd contre Slyck Wagner Brown dans un Quadruple Conflict Match qui comprenait aussi Jay Freddie et Rich Swann.

### Retour à la WWE (2017-2018)
Il fait son retour à la WWE en 2017 en tant que jobber.
Le 12 décembre 2017, il perd avec Joe Monroe (un jobber) contre les Bludgeon Brothers.
Le 10 juillet 2018 à 205 Live, il perd contre Lio Rush. Le 21 août à 205 Live, il devait affronter Akira Tozawa mais les deux hommes se sont fait attaquer avant le match par Drew Gulak, Brian Kendrick et Jack Gallagher.

## Prises de finition et mouvements

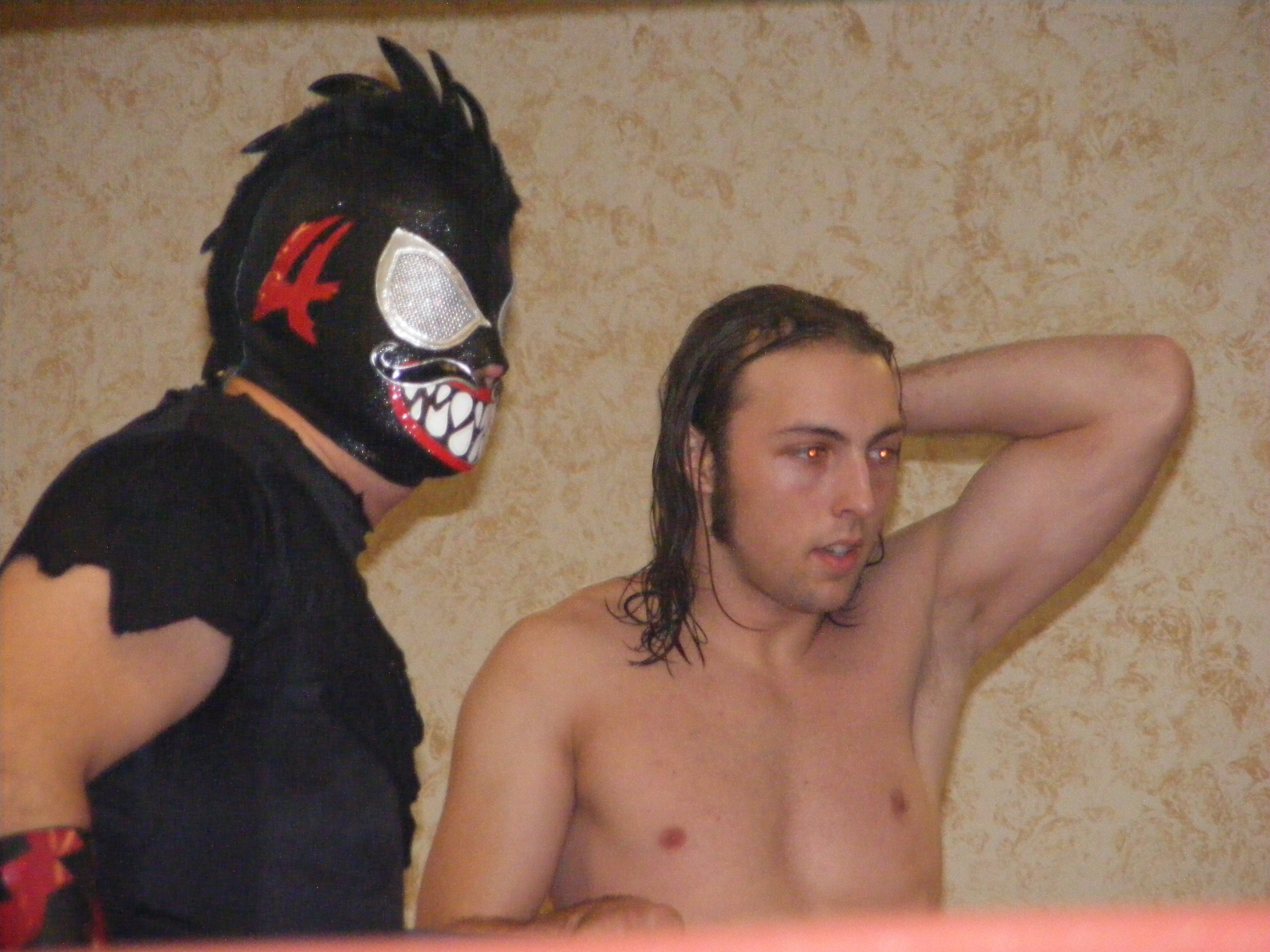
Colin Delaney sur le ring en 2008.

- FU / Attitude Adjustment – parodié de John Cena
- Snap DDT – WWE; parodié Tommy Dreamer
- Dropkick, parfois depuis la troisième corde
- High–angle somersault plancha
- RKO (Jumping cutter) – CHIKARA ; parodié Randy Orton
- Five Knuckle Shuffle– CHIKARA ; parodié John Cena
- Schoolboy
- Somersault senton
- Slingshot crossbody
- Springboard cutter
- Sunset flip
- Victory roll
- Lung Blower (Double knee backbreaker)
- Diving crossbody

## Palmarès
- NWA Empire 
  - NWA Empire Heavyweight Championship (1 fois)
  - NWA Empire Tag Team Championship (1 fois) avec Dave Marcos
  - NWA Empire Lord of the Dance Championship (1 fois)

- NWA Upstate 
  - NWA Upstate Tag Team Championship (1 fois) avec Jimmy Olsen

- Pro Wrestling Illustrated
  - Classé 400e des 500 meilleurs catcheurs en 2008

- Roc City Wrestling 
  - RCW Tag Team Championship (1 fois) avec Jimmy Olsen